# Обиньи-ла-Ронс
Обиньи́-ла-Ронс (фр. Aubigny-la-Ronce) — коммуна во Франции, находится в регионе Бургундия. Департамент коммуны — Кот-д’Ор. Входит в состав кантона Ноле. Округ коммуны — Бон.
Код INSEE коммуны — 21032.

## Население
Население коммуны на 2010 год составляло 164 человека.
| 1962 | 1968 | 1975 | 1982 | 1990 | 1999 | 2010 |
| ---- | ---- | ---- | ---- | ---- | ---- | ---- |
| 164  | 148  | 107  | 107  | 130  | 138  | 164  |

## Экономика
В 2010 году среди 106 человек трудоспособного возраста (15—64 лет) 90 были экономически активными, 16 — неактивными (показатель активности — 84,9 %, в 1999 году было 72,6 %). Из 90 активных жителей работали 83 человека (47 мужчин и 36 женщин), безработных было 7 (4 мужчины и 3 женщины). Среди 16 неактивных 4 человека были учениками или студентами, 8 — пенсионерами, 4 были неактивными по другим причинам.